# 忍者武芸帳
『忍者武芸帳 影丸伝』（にんじゃぶげいちょう　かげまるでん）は、白土三平による日本の長編貸本漫画、およびそれを元にした映画である。映画作品の場合はタイトルに「影丸伝」が付かない。1959年から1962年まで三洋社から出版。全17巻。映画版は1967年に大島渚監督が、静止画によるモンタージュという実験的技法で製作した。1969年にはテレビアニメ化も考えていたが白土が拒否したため、パイロットフィルムのみとなり、『忍風カムイ外伝』に企画変更された。

## 概要
『忍者武芸帳 影丸伝』（にんじゃぶげいちょう かげまるでん）は、永禄年間から本能寺の変後の天正年間に至る間の、大名・武家や僧侶といった支配者層と農民・地侍たち被支配者層との間に起きる土一揆・一向一揆、大名同士による戦争・調略、暗躍する忍者など、壮大な歴史群像を描いた劇画である。

## ストーリー
永禄3年（1560年）、最上義光（史実ではこの頃の最上家の当主は最上義守）と通じた坂上主膳により出羽国伏影城が乗っ取られた。城主の一子・結城重太郎は父の仇・主膳を討つため復讐の旅に出る。重太郎はその過程で謎の忍者・影丸、無風道人、といった人々に助けられ、明美との恋を経て成長していく。主膳は影丸の指揮する農民一揆により城を失い、自らの野望を叶えるべく上方に上るが、明智光秀の影武者となる。影丸は各地で一揆を指導し、支配地域を拡大し農民への支配を強めつつあった織田家との対決のため上方へと戦線を拡大していく。一方、将軍・足利義輝暗殺や北畠具教暗殺など権力者による陰謀の影で無風道人は暗躍する。織田家と各大名・一向宗・農民との戦いは苛烈を極め、戦国は終息へと向かいつつあった。

## 登場人物
影丸（かげまる）
無風道人の弟子にして「陰の流れ」に属する忍者。影一族を使い、各地で農民など被支配者層による一揆を指導して支配者打倒のために戦い続けている。本願寺とも連絡を取りあい、一向一揆と共闘している。湖に沈められたり首を斬られたりしても甦り、人々から不死身と呼ばれる。重太郎と妹・明美の幸せを願っている。
結城 重太郎　（ゆうき じゅうたろう）
出羽国伏影城城主・結城隼人光春の子。家老・坂上主膳の謀反により城を追われ幽閉されるが家臣の救出により逃げ延びる。仇の主膳をどこまでも追う途中、瀕死の上泉秀胤に出会い、疾風剣を伝授される。主膳の妹・蛍火との戦いで左前腕部の半ばあたりを切断され、それ以来隻腕となるが、その後も無風道人・上泉信綱などから剣を学び、無双の達人となってゆく。旅の途中で出会った明美と恋に落ちるが、その仇討ちと剣の腕を権力者の陰謀に利用されてしまう。
明美（あけみ）
影丸の妹。無垢で一途な性格。周りの状況の変化に対して本能のまま反射的に対応できる「化性」（けしょう）と呼ばれる性質の持ち主。兄・影丸を探す途上で重太郎と出会い、恋に落ちる。後に重太郎と祝言を挙げ、その子を身ごもるが蛍火らに惨殺される。
影一族（かげいちぞく）
それぞれが特殊な才能を持ち、影丸の影武者にして屈強な7人の忍者。影丸の使う分身術「八本しめじ」は影一族の変装によるもので、影丸の不死身ぶりや神出鬼没ぶりを演出している。一族を名乗っているが、三つ以外は血の繋がりは無い。
蔵六（ぞうろく）
影一族の一員。伊予国出身。本名は鬼吉（おにきち）であり、別名「韋駄天の鬼吉」。頭がカメのように胴体に引っ込む特異な身体を持っており、生きたカメを用いた術も得意とする。忍者・夜叉姫に育てられ、当初は盗賊団を率いて活動していたが、影丸と張り合ううちに影丸を気に入り仲間となる。各地の農民一揆の指導・支配者層の攪乱を担っている。蔵六という名は中国でのカメの名に由来する。
くされ
影一族の一員。飛騨国出身。本名は小助。森に迷い込み、穴熊と暮らすうちに穴熊のような能力を得た。穴を掘って自在に地中を移動、スカンクのように肛門から臭気銃を発射できる。その特異な能力を影丸に見込まれ仲間となる。
しびれ
影一族の一員。本名は捨吉。幼い頃家族と共にカマスかぶりにされ川に流されるが、九死に一生を得て炭焼き・伝造に化けた影丸に育てられる。デンキウナギのような特異体質を持ち、危険を感じると身体から電気を発し、水を導体にして敵を感電死させる。
岩魚（いわな）
影一族の一員。本名は平太。湖に沈められた母の遺体に会うため何年も潜り続けるうちに身体が水中に適応した。脇腹に数対の気門のようなエラを持ち、水中で自由に活動できる。土中深く埋められてもエラで呼吸して生き続ける。
三つ
影一族の一員。荒野で産気づいた妊婦から影丸が取り上げた三つ子で、蔵六がそれをさらい忍者として育て上げた。蔵六と共に影一族に加わる。そのうち1人は影丸の影武者として無風道人に斬られた。

太郎
蔵六の息子。当初は明美や無風道人と一緒に旅して父を探していたが、父にめぐり合ってからは影一族と行動を共にするようになる。影一族と行動する頃には、忍術を習得し、それなりの遣い手となっている。
林崎甚助（はやしざき じんすけ）
重太郎と同じく、父の仇として主膳を追っている少年。結核を患っており、ハンデを補うために居合術を編み出した。影丸と知り合い、その壮大な夢を知ってからは影丸を尊敬している。後にかまいたちに倒れるが、謎のおばばが発見した薬と小萩の看病により結核から回復。重太郎と風貌が似ているため、作中では何度か間違われている。
小萩（こはぎ）
北畠具教の娘。甚助に好意を寄せており、父・具教から甚助と結婚して2人で京に行くことを勧められるが、街道で甚助を待っている間に苔丸たちに襲われて命を落とす。
無風道人（むふうどうじん）
影丸の師であり「影の流れ」の達人で忍法に精通している。貧しき農民や戦災孤児の救済などに使う金を得るために暗殺を請け負う。「剣法は人殺しの方法に過ぎない」と言い切りその目的のためならば手段を選ばない怪僧。剣の達人である足利義輝・北畠具教、自らの弟子・影丸の首さえ狙う。上泉信綱とは因縁の関係である。
坂上 主膳（さかがみ しゅぜん）
伊賀出身の忍者。自らの出世欲・支配欲を満たすため、妹の蛍火と共に抜け忍となって出羽国伏影城を城主殺害の上、乗っ取るが、影丸の指揮する農民一揆により城を失う。その後、自らと酷似した明智光秀を殺害して成りすまそうとするも失敗、その影武者となる。野望を果たす過程で重太郎と甚助の父などを殺害、多くの人の恨みを買っている。後に謀反を起こし、織田信長を殺害するが、その後秀吉の軍勢に敗れる。敗走中、小栗栖の竹林で遭遇した蔵六に討たれ、明智光秀として首を晒される。
螢火（ほたるび）
主膳の妹。伊賀出身の忍者。伏影城下で辻斬りを繰り返す重太郎と初めて戦った際、その左腕を斬り落とした。しかし重太郎を助けに入った影丸によって自身も左腕を失う。後に重太郎に思慕の念を抱くようになるが、その想いは報われなかった。兄と共に光秀傘下に収まり、明智十人衆を率いて影一族との戦いを展開。自らの命と引き換えした秘策により、影一族を壊滅に追い込む。
明智十人衆（あけちじゅうにんしゅう）
明智光秀に仕える忍者。大猿、鴉、鉄拳、洞玄などの達人がいる。蛍火と行動を共にし、影一族との戦いで全滅する。
眼力の百蔵 （がんりきの ももぞう）
片目の山賊で鉄砲の名人。当初は悪人だったが、影丸に命を救われてからは部下として働いている。明智十人衆との戦いで死亡。
巣走りの才蔵（すばしりの さいぞう）
坂本の馬借。蔵六を残して影一族が全滅した後、一揆衆を指揮して影丸を補佐する片腕。
苔丸（こけまる）
戦乱で親を亡くした子供達が自然に集まって出来た盗賊団のリーダー。無風道人の助けを借りて子供達だけの国を作ろうとする。金塊をめぐる仲間割れで盗賊団は壊滅、瀕死の重傷を負うが、無風道人の手当てで一命をとりとめる。カムイ伝にも登場している。
菊
盗賊団の一員で男装の少女。父を殺され、母や姉と共に足軽に暴行されたことがあり、それ以来男の目をごまかすために男装している。苔丸と相思相愛になるが、苔丸を救うために命を落とす。
ツグミ
盗賊団中最年少の少女。金塊をめぐる仲間割れで壊滅した盗賊団の中で唯一生き残った。
おばば
北畠具教の屋敷近くに住む謎の老婆。気温の低い洞窟の中で特殊な効能のある薬草やキノコを研究し、人体解剖を繰り返している。
宗 忍性（そう にんしょう）
重太郎が流れ着いた無人島に住んでいる唐人。忍術の達人であったがハンセン病にかかってしまい、1人で静かに死ぬために無人島に移り住んだ。重太郎の素質を見込んで唐忍法｢波の鼓｣を教える。
上泉信綱（かみいずみ のぶつな）
新陰流の達人であり、上泉秀胤の父。信綱が受け継いだ剣法を「陰流」と呼び、無風の受け継いだ忍を基本とした一流を「陰の流れ」と呼ぶ。「剣は己の心の非を斬る」として無風の受け継いだ「陰の流れ」を邪法とし、機会を見つけては彼を殺そうとする。作品中では「こういずみ のぶつな」と表記されている。
柳生宗厳（やぎゅう むねよし）
新陰流の達人、上泉信綱の弟子。重太郎と一度剣を交えたが、及ばなかった。信綱やその弟子たちと共に無風を狙うが果たせず、逆に娘を利用され自らの手で斬殺してしまった。
北畠具教（きたばたけ とものり）
伊勢の守護であり、荘園領主。塚原卜伝から卜伝流を受け継ぐ剣客でもある。かまいたちに倒れた甚助を救うが無風道人に暗殺される。
顕如（けんにょ）
本願寺の僧侶、一向宗の指導者。影丸と同盟して織田信長と戦う。
織田信長（おだ のぶなが）
織田家大名、影丸が指揮する農民一揆・顕如の指導する一向一揆・各大名との戦争に乗り出している。影武者を数多く従えており、無風も信長を暗殺することはできなかった。
木下藤吉郎（きのした とうきちろう）
織田家重臣、光秀と共に重用され各地の勢力制圧に従事している。
明智光秀（あけち みつひで）
織田家重臣。明智十人衆と呼ばれる秀でた忍者と影武者を従えている。姿形が主膳と酷似している。光秀を暗殺しなりすまそうとした主膳を捕らえ脅迫し、自らの影武者にする。後に主膳が独断で主・信長への謀反を画策、本能寺の変を起こしたため、本物の光秀も歴史の表舞台から姿を消した。

## 映画版
いわゆるアニメーションではなく静止画主体で、原作漫画の各場面を適宜吹き出し部分を避けつつ撮影し、それに音声を当てた作りとなっている。1967年公開。ATG配給。上映時間131分。モノクロ作品。

### スタッフ
- 監督：大島渚
- 脚本：大島渚、佐々木守
- 音楽：林光

### キャスト
- 結城重太郎：山本圭
- 明美：小山明子
- 坂上主膳：佐藤慶
- 螢火：松本典子
- 無風道人：福田善之
- 上泉信綱：観世栄夫
- 柳生宗厳：田中信夫
- 雷雲党首領：早野寿郎
- 明智光秀：露口茂
- 織田信長/顕如：渡辺文雄
- 木下藤吉郎：林光
- 影丸：戸浦六宏
- 鬼吉（蔵六）：小松方正
- ナレーション：小沢昭一

## パイロットフィルムアニメーション版

### スタッフ
- 企画・制作：TCJ
- ナレーター：芥川隆行